# Europejskie referendum konstytucyjne w Hiszpanii
Referendum nad tekstem Konstytucji dla Europy w Hiszpanii odbyło się 20 lutego 2005 roku. Rezultat był zwycięstwem zwolenników na „tak” wobec unijnego dokumentu. Blisko 77% Hiszpanów zagłosowało za przyjęciem Konstytucji dla Europy. Frekwencja wyniosła ponad 42%. Hiszpanie odpowiadali na pytanie:
¿Aprueba usted el Tratado por el que se establece una Constitución para Europa?
„Czy aprobujesz Traktat powołujący Konstytucję dla Europy?”
Referendum miało charakter jedynie doradczy dla rządu, ale zdecydowanie wpłynęło na decyzję jaką podjął hiszpański parlament. 29 kwietnia 2005 Izba Niższa parlamentu przyjęła konstytucję stosunkiem głosów 319:19, natomiast 18 maja 2005 dokument został przyjęty przez Izbę Wyższą. „Za” głosowało 225 deputowanych, przy 6 głosach sprzeciwu.

## Kampania przedreferendalna

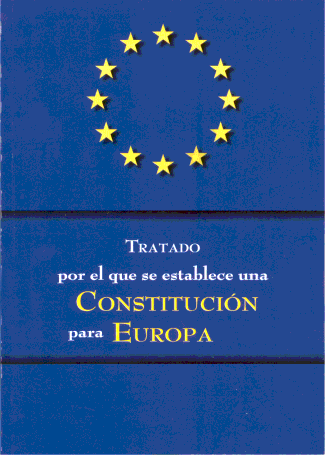
Okładka Konstytucji dla Europy wersji hiszpańskiej

Zarówno rządząca Hiszpańska Socjalistyczna Partia Robotnicza (PSOE), jak i opozycyjna Hiszpańska Partia Ludowa w kampanii przedreferendalnej namawiały Hiszpanów do głosowania na „Si” (Tak). Do zagłosowania na „tak” zachęcały również Nacjonalistyczna Partia Basków oraz katalońska nacjonalistyczna Convergència i Unió. Wśród partii będących przeciwko Konstytucji dla Europy były: Hiszpańska Zjednoczona Lewica (IU), Katalońska Lewica Republikańska (ERC), Inicjatywa Katalońskich Zielonych (ICV), socjaldemokratyczna Rada Aragońska (CHA), baskijska nacionalistyczna Eusko Alkartasuna oraz związek zawodowy Confederación General del Trabajo.
W związku z brakiem zainteresowania i nieświadomością Hiszpanów dotyczącą Traktatu ustanawiającego Konstytucję dla Europy (w sondażu przeprowadzonym na zlecenie rządu Hiszpanii, 90% Hiszpanów stwierdziło, że wie mało lub nie ma żadnej wiedzy na temat Konstytucji dla Europy), rząd postanowił wesprzeć się znanymi osobowościami hiszpańskiej telewizji, które czytały fragmenty Konstytucji w telewizji publicznej oraz wydrukowały ponad pięć milionów kopii hiszpańskiej wersji Konstytucji dla Europy, która została załączona jako dodatek do niedzielnych wydań hiszpańskich gazet. Przewidywano, że do urn pójdzie od 40 do 50% uprawnionych do głosowania.

## Rezultat
Rezultat referendum był zwycięstwem opiewających za przyjęciem Konstytucji. Do urn przyszło zalewdwie 42% uprawnionych do głosowania. Była to najniższa frekwencja w wyborach od momentu przywrócenia demokracji w Hiszpanii w 1977 roku. Przez komentatorów politycznych zostało to ocenione jako dezaprobata dla rządów ówczesnego premiera – José Luisa Rodrígueza Zapatero.
| Rezultat:          |            |        |
| Frekwencja         | 14,204,663 | 42.32% |
| Nieoddanych głosów | 19,359,017 | 57.68% |
| Elektorat          | 33,563,680 |        |
| Głosy:             |            |        |
| Głosy ważne        | 14,081,966 | 99.14% |
| Głosy nieważne     | 122,697    | 0.86%  |
| Razem              | 14,204,663 |        |
| Wynik:             |            |        |
| Tak                | 10,804,464 | 76.73% |
| Nie                | 2,428,409  | 17.24% |
| Głosy puste        | 849,093    | 6.03%  |
| Razem              | 14,081,966 |        |